# Juan Manuel Lozano Mejía
Juan Manuel Lozano Mejía (Ciudad de México, 12 de diciembre de 1929-Ciudad de México, 10 de octubre de 2007) fue un reconocido físico mexicano. Fue uno de los pioneros de la física nuclear en México, así como un entusiasta académico de la Universidad Nacional Autónoma de México durante más de cincuenta años.

## Biografía
Estudió licenciatura y doctorado en Física en la Facultad de Ciencias de la UNAM de 1947 a 1952, en su sede original en el Palacio de Minería. Las tesis con las que se tituló y graduó son las siguientes: Descripción dinámica de la dispersión por un potencial (1953) y Descripción causal y relaciones de dispersión (1960), ambas dirigidas por Marcos Moshinsky.
Su carrera académica y profesional, como profesor de la propia Facultad e investigador del Instituto de Física, se desarrolló a partir del cambio a la Ciudad Universitaria. Por ejemplo, en 1950 se incorporó como ayudante de investigación y en 1960 ya era investigador ordinario.
Fue Director de la Facultad de Ciencias de la UNAM de junio de 1969 a junio de 1973, momentos en los que influyó decisivamente para que la Facultad fuera incluida, con los institutos, en la planeación del cambio de sedes al Circuito de la Investigación Científica, el cual se efectuó a partir de 1976. 
Se desempeñó como profesor de Licenciatura y Posgrado en Física por más de 57 años, entre las asignaturas que impartió fueron "Teoría de las reacciones nucleares", "Métodos matemáticos de la física I" e "Introducción a la teoría de las colisiones". 
Fue varias veces miembro del Consejo Universitario y de un sinnúmero de comisiones y órganos colegiados universitarios y de educación a nivel nacional. 
Lozano Mejía fue miembro fundador de la Escuela Latinoamericana de Física ELAF en 1953 y de la Sociedad Mexicana de Física en 1950. En 1959 fue miembro fundador de la Academia Mexicana de Ciencias.
Su campo de especialidad fue la mecánica clásica, aunque estuvo muy interesado en reacciones nucleares y en matemáticas.
Lozano Mejía falleció de cáncer el 10 de octubre del 2007, en la Ciudad de México

## Publicaciones
-Cómo acercarse a la física, México, Consejo Nacional para la Cultura y las Artes-Limusa, 1995. ISBN 968-18-5318-8

## Homenajes
Fue un universitario ejemplar y una referencia como maestro; por eso la Facultad de Ciencias lo designó Profesor Distinguido el 5 de mayo de 2005 y candidato a Profesor Emérito de la misma Universidad.
El Sistema de Laboratorios para el Desarrollo y la Innovación (SILADIN) del Plantel Oriente de la Escuela Nacional Colegio de Ciencias y Humanidades (escuela de bachillerato incorporada a la UNAM) fue inaugurado en 1996 con el nombre "Dr. Juan Manuel Lozano Mejía".
En 2003, la UNAM lo homenajeó considerándolo uno de los "Forjadores de la Ciencia en México". La Medalla "Alberto Barajas Celis", que la Facultad de Ciencias de la UNAM otorga a sus profesores distinguidos, fue otorgada a Juan Manuel Lozano Mejía en el mes de mayo del 2005, por su reconocida labor como docente en el área de las ciencias físicas. En el 2004, el Instituto de Física creó la Medalla "Juan Manuel Lozano Mejía" para reconocer a los estudiantes más destacados en el área de las ciencias físicas.
Sus documentos se conservan en el Archivo Histórico de la UNAM desde el año 2008.